# Superliga de Turquía 2009-10
La Superliga de Turquía 2009-10 (Turkcell Süper Lig por razones de patrocinio)  fue la 52.ª edición de la primera división del fútbol en Turquía.

## Tabla de posiciones
|     | Equipo         | PJ | PG | PE | PP | GF | GC  | DG   | Pts |
| --- | -------------- | -- | -- | -- | -- | -- | --- | ---- | --- |
| 1.  | Bursaspor      | 34 | 23 | 6  | 5  | 65 | 26  | +39  | 75  |
| 2.  | Fenerbahçe     | 34 | 23 | 5  | 6  | 61 | 28  | +33  | 74  |
| 3.  | Galatasaray    | 34 | 19 | 7  | 8  | 61 | 35  | +26  | 64  |
| 4.  | Beşiktaş       | 34 | 18 | 10 | 6  | 47 | 25  | +22  | 64  |
| 5.  | Trabzonspor    | 34 | 16 | 9  | 9  | 53 | 32  | +21  | 57  |
| 6.  | İstanbul B.B.  | 34 | 16 | 8  | 10 | 47 | 44  | +3   | 56  |
| 7.  | Eskişehirspor  | 34 | 15 | 10 | 9  | 44 | 34  | +10  | 55  |
| 8.  | Kayserispor    | 34 | 14 | 9  | 11 | 45 | 37  | +8   | 51  |
| 9.  | Antalyaspor    | 34 | 14 | 7  | 13 | 49 | 38  | +11  | 49  |
| 10. | Gençlerbirliği | 34 | 12 | 11 | 11 | 38 | 35  | +3   | 47  |
| 11. | Kasımpaşa      | 34 | 10 | 11 | 13 | 50 | 53  | –3   | 41  |
| 12. | MKE Ankaragücü | 34 | 9  | 14 | 11 | 39 | 40  | –1   | 41  |
| 13. | Gaziantepspor  | 34 | 9  | 13 | 12 | 38 | 39  | –1   | 40  |
| 14. | Manisaspor     | 34 | 8  | 13 | 13 | 27 | 34  | –7   | 37  |
| 15. | Sivasspor      | 34 | 8  | 10 | 16 | 42 | 59  | –17  | 34  |
| 16. | Diyarbakırspor | 34 | 6  | 9  | 19 | 28 | 54  | –26  | 27  |
| 17. | Denizlispor    | 34 | 6  | 8  | 20 | 30 | 49  | –19  | 26  |
| 18. | Ankaraspor     | 34 | 0  | 0  | 34 | 0  | 102 | –102 | 0   |

|  | Fase de grupos de la Liga de Campeones de la UEFA 2010-11            |
|  | Tercera ronda previa de la Liga de Campeones de la UEFA 2010-11      |
|  | Cuarta ronda previa (play-off) de la Liga Europea de la UEFA 2010-11 |
|  | Tercera ronda previa de la Liga Europea de la UEFA 2010-11           |
|  | Segunda ronda previa de la Liga Europea de la UEFA 2010-11           |
|  | Descenso a la TFF Primera División                                   |

|                               |
| Campeón Bursaspor 1.er título |

## Goleadores
| Pos. | Jugador          | Club           | Goles |
| ---- | ---------------- | -------------- | ----- |
| 1    | Ariza Makukula   | Kayserispor    | 21    |
| 2    | Alex             | Fenerbahçe     | 20    |
| 3    | Júlio César      | Gaziantepspor  | 13    |
| 4    | Bobô             | Beşiktaş       | 12    |
| 4    | Necati Ateş      | Antalyaspor    | 12    |
| 6    | Umut Bulut       | Trabzonspor    | 11    |
| 6    | Milan Baroš      | Galatasaray    | 11    |
| 6    | Mustafa Pektemek | Gençlerbirliği | 11    |
| 6    | Daniel Güiza     | Fenerbahçe     | 11    |
| 10   | İskender Alın    | İstanbul B.B.  | 10    |
| 11   | André Moritz     | Kasımpaşa      | 9     |
| 11   | Gustavo Colman   | Trabzonspor    | 9     |
| 11   | Harry Kewell     | Galatasaray    | 9     |
| 11   | Veysel Cihan     | Antalyaspor    | 9     |